# Polymera (Polymera) subsuperba
Polymera (Polymera) subsuperba is een tweevleugelige uit de familie steltmuggen (Limoniidae). De soort komt voor in het Neotropisch gebied.